# Vindblæs
Vindblæs er en by i det nordvestlige Himmerland med 211 indbyggere  (2024), beliggende 24 km vest for Nibe, 8 km sydøst for Løgstør og 19 km nordvest for Aars. Byen hører til Vesthimmerlands Kommune og ligger i Region Nordjylland.
Vindblæs hører til Vindblæs Sogn. Vindblæs Kirke ligger 1 km vest for byen.

## Faciliteter
- Vilsted-Vindblæs Skole blev bygget i 1958 og lagt sammen af to gamle skoler. I 2010 blev den lagt sammen med Bakkeskolen i Skarp Salling under navnet Toppedalskolen, så eleverne går på Vilsted-Vindblæs Skole fra 0. til 3. klasse og på Bakkeskolen fra 4. til 9. klasse.[2] Den nye skole har 211 elever, fordelt på 0.-9. klassetrin i ét spor. Hertil kommer 36 børn i LBO-delen (landsbyordningen). Der er 41 ansatte i skolen og 12 i LBO.[3]
- Ved siden af skolen ligger Vindblæs Multicenter, der blev bygget af frivillig arbejdskraft i 2007.[4]
- Multicentret bruges bl.a. af Vindblæs Boldklub. Den havde haft klubhus i det tidligere forsamlingshus, som blev indviet i 1907 og revet ned i 2012.

## Historie

### Skolen
Der har været skole i Vindblæs før 1755, men der ved man at en fast lærer blev tilknyttet skolen. Skolen fik en tilbygning i 1858. I 1903 blev der bygget en ny skole, og forskolen blev bygget i 1913.

### Vindblæs Mølle
Vindblæs Mølle blev opført i 1873 og var i drift indtil 1961. Sidst i 1960'erne stod kun en ruin tilbage, men lokale ildsjæle fik møllen restaureret i starten af 1970'erne. Den 4 km lange vandrerute Møllestien fører rundt i byen og op omkring møllen.

### Stationsbyen
Vindblæs fik jernbanestation på Himmerlandsbanerne, der blev åbnet i 1893. Den blev anlagt på bar mark 1 km øst for landsbyen Vindblæs. Landsbyen er nu bydelen Gammel Vindblæs, som i slutningen af 1900-tallet voksede sammen med den bebyggelse, der opstod ved stationen.
I 1901 blev Vindblæs beskrevet således: "Vindblæs med Kirke, Skole og Mølle samt, noget østligere, Jærnbanestation med Telegrafst., Baptistkapel (opf. 1899) og Kro;" Vindblæs havde ikke præstegård, for præsten boede i Vilsted, og Vindblæs Sogn var anneks til Vilsted Sogn.
Det lave målebordsblad fra 1900-tallet viser at der senere kom mejeri og telefoncentral. Der kom også brugsforening, købmand, bager, smed, træhandel, skomager, snedker, barber, maler, murer, tømrer, vognmand, slagter, cementstøberi, savskæreri og mekanikerforretning. I 1914 blev Vilsted-Vindblæs folkebibliotek oprettet. Kroen brændte i 2002.
Vindblæs Station havde beskeden trafik og blev nedrykket til trinbræt i 1960. Stationen blev nedlagt i 1966, da persontrafikken på strækningen Hobro-Løgstør ophørte, og Vindblæs havde derefter heller ikke ekspedition af gods, selvom godstrafikken på strækningen Viborg-Løgstør fortsatte til 1999. Sporet blev taget op i 2006, så man kunne anlægge cykel- og vandreruten Himmerlandsstien. Stationsbygningen er bevaret på Stationsvej 22.

### Kommunen
Vilsted og Vindblæs sogne blev i 1842 lagt sammen til Vilsted-Vindblæs sognekommune. Den indgik ved kommunalreformen i 1970 i Løgstør Kommune, hvor Christian Mejdahl, der bor i Vindblæs, blev borgmester 1974-1987. Løgstør Kommune indgik ved strukturreformen i 2007 i Vesthimmerlands Kommune.

## Kendte personer
- Christian Mejdahl (1939-), borgmester, folketingsmedlem for Venstre fra 1987, formand for Folketinget 2003-2007.